# Népotien de Clermont
Népotien (en latin Nepotianus) fut le 5e évêque de Clermont au IVe siècle.
Il est reconnu comme saint par l'Église catholique romaine et l'Église orthodoxe. Il est fêté le 22 octobre.

## Biographie
Les quelques informations dont on dispose sur cet évêque proviennent de Grégoire de Tours. Népotien avait la réputation d'être un saint homme et a converti Arthème de Clermont qui devint son successeur. Ce dernier est d'ailleurs originaire de la ville de Trèves, ville avec qui correspond fréquemment Népotien. Il serait mort en 385.